# 本日、未熟者/Over Drive
「本日、未熟者/Over Drive」（ほんじつ、みじゅくもの/オーバー・ドライブ）は、TOKIOの37作目のシングル。2007年8月15日に ユニバーサルミュージックから発売された。

## 概要
前作『ひかりのまち/ラン・フリー (スワン・ダンスを君と)』から約5か月ぶりのCDシングルであり、『宙船/do! do! do!』から3作連続の両A面シングルである。表題曲の一つ「本日、未熟者」は、山口達也が主演を務めていた日本テレビ土曜ドラマ『受験の神様』の主題歌。もう一つの表題曲「Over Drive」は、フジテレビ系『メントレG』のエンディングテーマとなっていた。
初回盤・通常盤初回プレス・通常盤の3形態で発売されており、初回盤には「本日、未熟者」のビデオクリップとメイキング映像が収録されたDVDが付属している。また、通常盤初回プレスには、通常盤に収録されているカップリング曲の「indicator」との「本日、未熟者」、「Over Drive」Backing Trackに加えて、「宙船」のロックバージョンのライブ音源が収録されている。
中島みゆきによる「本日、未熟者」のセルフカバーが、中島みゆきのアルバム『I Love You, 答えてくれ』に収録されている。

## 収録曲

### CD
※「indicator」は通常盤・通常盤初回プレス、「宙船（そらふね）〜Rock version〜（Live）」通常盤初回プレスのみ収録。
1. 本日、未熟者
作詞・作曲：中島みゆき、編曲：船山基紀
  - 日本テレビ系ドラマ『受験の神様』主題歌
  - ドワンゴ「dwango.jp」CMソング[4]
  - 第一興商「メロDAM」CMソング[4]
2. Over Drive
作詞・作曲：オオヤギヒロオ、編曲：山原一浩
  - フジテレビ系『メントレG』エンディングテーマ
3. indicator
作詞・作曲：TAKESHI、編曲：TAKESHI・久米康隆
4. 本日、未熟者（Backing Track）
5. Over Drive（Backing Track）
6. 宙船（そらふね）〜Rock version〜（Live）
  - 35thシングル「宙船/do! do! do!」の1曲目のロックバージョンのライブ音源

### DVD（初回盤のみ）
1. 「本日、未熟者」（Video Clip & Making）

## 収録アルバム
| 楽曲             | アルバム  | 発売日        | 規格品番                        | 備考                                                     |
| ---------------- | --------- | ------------- | ------------------------------- | -------------------------------------------------------- |
| 「本日、未熟者」 | 『sugar』 | 2014年7月16日 | UPCH-9415（初回限定盤A）        | 11thアルバム 通常盤初回プレスにはunpluggedバージョン収録 |
| 「本日、未熟者」 | 『sugar』 | 2014年7月16日 | UPCH-9416（初回限定盤B）        | 11thアルバム 通常盤初回プレスにはunpluggedバージョン収録 |
| 「本日、未熟者」 | 『sugar』 | 2014年7月16日 | UPCH-9417/8（通常盤初回プレス） | 11thアルバム 通常盤初回プレスにはunpluggedバージョン収録 |
| 「本日、未熟者」 | 『sugar』 | 2014年7月16日 | UPCH-1596（通常盤）             | 11thアルバム 通常盤初回プレスにはunpluggedバージョン収録 |
| 「Over Drive」   | 『sugar』 | 2014年7月16日 | UPCH-9415（初回限定盤A）        | 11thアルバム                                             |
| 「Over Drive」   | 『sugar』 | 2014年7月16日 | UPCH-9416（初回限定盤B）        | 11thアルバム                                             |
| 「Over Drive」   | 『sugar』 | 2014年7月16日 | UPCH-1596（通常盤）             | 11thアルバム                                             |

## カバー
| 楽曲             | アーティスト | アルバム                                  | 発売日        | 規格品番   | 備考                 |
| ---------------- | ------------ | ----------------------------------------- | ------------- | ---------- | -------------------- |
| 「本日、未熟者」 | 中島みゆき   | 『I Love You, 答えてくれ』                | 2007年10月3日 | YCCW-10037 | セルフカバー収録     |
| 「本日、未熟者」 | 中島みゆき   | 『歌旅 -中島みゆきコンサートツアー2007-』 | 2008年6月11日 | YCCW-10047 | ライブバージョン収録 |